# 글리니스 오코너
글리니스 오코너(Glynnis O'Connor, 1956년 11월 19일 ~ )는 미국의 배우이다.
뉴욕에서 태어났다.

## 출연 작품
- 안젤리카 (2015년)
- 더 히스토리언 (2014년)
- Ellen Foster (1997)
- 썸머 오브 피어 (1996년)
- 데스 인 스몰 도지스 (1995년)
- 실종된 결혼 (1992년)
- 굿바이 베트남 (1988년)
- 사랑의 음모 (1987년)
- 스트레인저 (1986, The Deliberate Stranger)
- 러브 리즈 더 웨이: 어 트루 스토리 (1984년)
- 갱 파티 (1984년)
- 마이 러브 멜라니 (1982년)
- 심야의 탈출 (1981년)
- 블랙 뷰티 (1978년)
- 우리 마을 (1977년)
- 베이비 블루 머린 (1976년)
- 사랑의 승리 (1976년)

### 텔레비전
- 애즈 더 월드 턴즈 (1993-94)
- 로앤오더 (1998-2004)